# Список альбомов и синглов № 1 в Швейцарии 2008 года
Список синглов № 1 в Швейцарии в 2008 году (нем. Liste der Nummer-eins-Hits in der Schweiz 2008) включает синглы Швейцарии по итогам каждой из недель 2008 года. В нём учитываются наиболее продаваемые синглы (песни) исполнителей, как на физических носителях (лазерные диски, грампластинки, кассеты), так и в цифровом формате (MP3 и другие).